# Terri Schiavo
Theresa Marie Schiavo [ˈʃaɪvoʊ] (* 3. Dezember 1963 bei Philadelphia, Pennsylvania; † 31. März 2005 in Pinellas Park, Florida) – allgemein Terri Schiavo oder Terri Schindler-Schiavo genannt – war eine US-Amerikanerin aus Saint Petersburg (Florida), die bei einem Zusammenbruch eine durch Sauerstoffmangel ausgelöste schwere Gehirnschädigung erlitten hatte und sich infolgedessen von 1990 bis zu ihrem Tod 15 Jahre lang im Wachkoma befand.
Sie war Gegenstand einer von den Medien verfolgten Auseinandersetzung zwischen ihrem Ehemann Michael Schiavo und ihren Eltern Mary und Bob Schindler über die Fortsetzung lebenserhaltender Maßnahmen, wodurch sie in den Fokus der gesellschaftlichen Debatte über dieses Thema geriet.

## Medizinische Vorgeschichte
Terri Schiavo litt an Bulimie. Vermutlich als Folge dieser Essstörung kam es am 25. Februar 1990 zu einem Kaliummangel, der einen vorübergehenden Herzstillstand verursachte. Durch die dabei aufgetretene Unterversorgung mit Sauerstoff wurde ihr Gehirn schwer geschädigt; sie fiel in ein Wachkoma (Apallisches Syndrom).
Nach Ansicht der behandelnden Ärzte wäre es nicht mehr möglich gewesen, Terri Schiavo aus diesem Koma wieder aufzuwecken, da das Gehirn zu großen Schaden erlitten hatte. Der Cortex cerebri (die Großhirnrinde) sei fast vollständig atrophiert (verschwunden). Dies konnte nach ihrem Tod bei der Autopsie bestätigt werden. Somit wäre sie bei einer Durchsetzung der Wiederaufnahme lebenserhaltender Maßnahmen weiterhin Komapatientin geblieben. Die von ihren Eltern vertretene Ansicht, eine Heilung oder auch nur signifikante Besserung sei möglich, wurde nur von wenigen Fachleuten geteilt.
Bewegungen Schiavos, die von ihren Eltern als Anzeichen von Bewusstsein gedeutet wurden, erklärten ihre Ärzte als vegetative Reflexe, die kein Indiz für verbliebenes Bewusstsein seien.
Einige deutsche Ärzte, die von den Medien befragt wurden, waren aber der Ansicht, dass sie in keinem reinen Wachkoma war, sondern in einem Status minimaler Bewusstseinsaktivität. 

## Diskussion über Konsequenzen
Der Ehemann akzeptierte die Diagnose der Ärzte, nachdem anfängliche Behandlungsversuche erfolglos geblieben waren. Die Eltern hatten dagegen weiterhin die Hoffnung, es könne möglich sein, eine Besserung des Zustands ihrer Tochter zu erreichen. Aus dieser unterschiedlichen Einschätzung ergab sich ein erbittert geführter Streit um die Behandlung Schiavos: Während sich der Ehemann auf den seiner Aussage nach oft geäußerten Wunsch seiner Frau berief, bei unheilbarer Krankheit nicht künstlich am Leben erhalten zu werden, und er somit die Behandlung einschließlich der künstlichen Ernährung abbrechen wollte, wünschten die Eltern, die Behandlung auf jeden Fall fortsetzen, um jede Chance zur Heilung nutzen zu können.

## Rechtliche und politische Auseinandersetzung
Die Auseinandersetzung zwischen den beiden Parteien über die Behandlung wurde jahrelang vor Gericht und zunehmend auch über die Medien geführt. Ihr Ehemann hatte im November 1992 vor Gericht Schadensersatz in Höhe von einer Million Dollar wegen ärztlichen Kunstfehlers bei der Behandlung ihres Herzstillstands erstritten; die Eltern Mary und Bob Schindler versuchten bereits damals, seine Vormundschaft gerichtlich zu beenden, scheiterten damit aber am 29. Juli 1993. Im Mai 1998 hatte Terri Schiavos Ehemann Michael erstmals einen Antrag auf gerichtliche Erlaubnis zur Entfernung des Nahrungsschlauches gestellt. Die Eltern legten gerichtlich Einspruch ein. Am 26. April 2001 wurde die künstliche Ernährung auf gerichtliche Anordnung eingestellt. Die Entscheidung wurde zwei Tage später von einem anderen Gericht revidiert; die Ernährung vier Tage nach Einstellung wieder aufgenommen. Im Oktober 2003 wurde die Ernährung erneut auf richterliche Anordnung hin eingestellt. Daraufhin erließ das Parlament Floridas im Schnellverfahren ein Gesetz, das dem Gouverneur Jeb Bush das Recht gab, die künstliche Ernährung anzuordnen. Bush machte von diesem Recht Gebrauch, sodass die Ernährung Schiavos nach wenigen Tagen wieder aufgenommen wurde.
Im September 2004 wurde dieses Gesetz allerdings vom höchsten Gericht Floridas für verfassungswidrig erklärt. Daraufhin entschied im Februar 2005 ein Richter, die künstliche Ernährung am 18. März erneut abzubrechen. Schiavos Eltern versuchten, durch eine Vielzahl von rechtlichen Eingaben und politischen Appellen in Florida und auf Bundesebene, diese Entscheidung widerrufen zu lassen. Obwohl sich Präsident George W. Bush öffentlich für das Anliegen der Eltern einsetzte und die Republikaner im US-Repräsentantenhaus im Eilverfahren am 21. März ein Gesetz verabschiedeten, das die Möglichkeiten der Eltern ausweitete, Gerichte anzurufen, konnten sie sich nicht durchsetzen.
Die Ernährungssonde blieb beschlussgemäß entfernt. Terri Schiavo starb 13 Tage später, am 31. März, aufgrund von Wassermangel. In den letzten Tagen ihres Lebens hatte sie Morphin erhalten, um Schmerzen, die durch den Wasserentzug aufgetreten sein konnten, zu lindern, da es umstritten ist, ob Wachkoma-Patienten noch Schmerzen empfinden können oder nicht.
Schiavos Leichnam wurde nach übereinstimmendem Willen ihres Ehemanns und ihrer Eltern obduziert, um das Ausmaß ihrer Hirnschädigung zweifelsfrei zu klären. Es wurde dabei festgestellt, dass sie so schwer hirngeschädigt war, dass keine Behandlung eine Verbesserung ihres Zustandes hätte bewirken können. Nach Angaben des Gerichtsmediziners Jon Thogmartin wog das Gehirn der Frau mit 615 Gramm nur rund die Hälfte eines normalen menschlichen Gehirns und damit deutlich weniger als das Karen Ann Quinlans (835 Gramm), eines häufig herangezogenen Vergleichsfalls. Terri Schiavo sei blind und auch sonst nicht in der Lage gewesen, ihre Umwelt wahrzunehmen. Es wurden keine Anzeichen einer Misshandlung festgestellt. Die genaue Ursache des ursprünglichen Zusammenbruchs konnte nicht geklärt werden.

## Rezeption
Die Bemühungen ihres Ehemannes, die Abschaltung der automatischen Nahrungszufuhr bei Terri Schiavo durchzusetzen, haben in den Vereinigten Staaten eine kontroverse Debatte über Bioethik, Sterbehilfe, Vormundschaft und Menschenrechte ausgelöst. Der Fall wird in diesem Zusammenhang von vielen religiösen Gruppierungen und einigen Politikern in den USA für eigene Zwecke genutzt, wie sich beispielsweise an den versuchten Interventionen des Gouverneurs von Florida, Jeb Bush, oder den Äußerungen des 2005 amtierenden Präsidenten zeigte, der sich eindeutig auf die Seite der Eltern Schiavos stellte. Aus einer eigentlich privaten Angelegenheit wurde somit nach und nach ein Fall von großem öffentlichem Interesse. Die großen Zeitungen des Landes machten im August 2005 täglich mit dem Fall Schiavo auf; Fernseh- und Radiosendungen und erstmals auch in größerem Maße Foren im Internet sorgten für eine emotionalisierte Debatte über die Ethik des Sterbens, die das nach der Präsidentschaftswahl 2004 polarisierte Land weiter spaltete. Auch die Leserbriefe, die das besonders starke Medieninteresse in den Jahren 2003 und 2005 spiegelten, wiesen eine emotionalisierte Sprache auf und sprachen sich – entgegen den Ergebnissen von Meinungsumfragen – tendenziell eher gegen das Beenden der lebenserhaltenden Maßnahmen aus, was die große Meinungsvielfalt und Differenzierungsnotwendigkeit spiegelt.
Auch in Europa erregte der Fall Schiavo Aufmerksamkeit. In Deutschland wurde vor allem über eine Patientenverfügung und die Frage, wie der Fall hier möglicherweise entschieden worden wäre, diskutiert. Papst Johannes Paul II. sprach sich für die Aufrechterhaltung der Ernährung von Terri Schiavo aus.
Der Fall ist auch in verschiedene Debatten in der Wissenschaft eingegangen. Neben medizinethischen, juristischen und theologischen Debatten wurde der Fall im soziologischen Feld der Biopolitik und der Biotechnologie diskutiert. Die Glaubenskongregation der römisch-katholischen Kirche verfasste in Reaktion auf den Fall 2007 ein Dokument als Antwort an die katholischen Bischöfe der Vereinigten Staaten, das den richtigen Umgang mit lebensverlängernden Maßnahmen aus Sicht des Vatikans festlegt.
Fast ein Jahrzehnt nach der Debatte wurde das damalige Verhalten Jeb Bushs wieder thematisiert, als er im Dezember 2014 in den Präsidentschaftswahlkampf 2016 einstieg; Schiavos Ehemann sprach sich wegen Bushs damaligen Eingreifens in Schiavos persönliche Entscheidungsfreiheit gegen seine Kandidatur aus und kündigte im Februar 2015 an, sich im Wahlkampf gegen Jeb Bush zu engagieren.

## Trivia
- Terri Schiavos Erkrankung wurde 2005 in der Zeichentrickserie South Park und 2010 in Family Guy parodiert. In South Park wird Kenny vom Auto überfahren und fällt in ein ähnliches Koma. In Family Guy findet in Stewies Kindergarten ein Musical über Terri Schiavo statt, in dem Schiavos Ehemann Michael Schiavo seine Frau im Krankenhaus besucht. Dort entscheidet ein Arzt, die lebenserhaltenden Maschinen abzuschalten. Stewie übernimmt dort die Rolle des „Steckers“.

## Belege
1. 1 2 3 4  Werner Heun: The Right to Die — Terri Schiavo, Assisted Suicide und ihre Hintergründe in den USA. In: JuristenZeitung. Bd. 61, 2006, Nr. 9, S. 425–431 (JSTOR-Zugang).
2. ↑  Joseph J. Fins, Nicholas D. Schiff: The Afterlife of Terri Schiavo. In: The Hastings Center Report. Bd. 35, 2005, Nr. 4, S. 8 (JSTOR-Zugang).
3. ↑  Janice Hopkins Tanne: Web: Your Money Where Your Mouse Is. The Terri Schiavo Case Shows How The Internet Is Becoming A Battleground Over Ethical Issues. In: British Medical Journal. Bd. 330, 2005, Nr. 7494, S. 795 (JSTOR-Zugang).
4. ↑  Eric Racine,
Marta Karczewska, Matthew Seidler, Rakesh Amaram, Judy Illes: How the Public Responded to the Schiavo Controversy. Evidence from Letters to Editors. In: Journal of Medical Ethics. Bd. 36, 2010, Nr. 9, S. 571–573 (JSTOR-Zugang).
5. ↑  So T. Koch: The Challenge of Terri Schiavo: Lessons for Bioethics. In: Journal of Medical Ethics. Bd. 31, 2005, Nr. 7, S. 376–378 D. A. Merrell: Erring on the Side of Life: The Case of Terri Schiavo. (JSTOR-Zugang) In: Journal of Medical Ethics. Bd. 35, 2009, Nr. 5, S. 323–325 (JSTOR-Zugang).
6. 1 2  Pádraig Corkery: Beyond the Terri Schiavo Case. In: The Furrow. Bd. 59, 2008, Nr. 2, S. 67–76 (JSTOR-Zugang).
7. ↑  John Protevi: The Terri Schiavo Case. Biopolitics, Biopower, and Privacy as Singularity. In: Rosi Braidotti, Claire Colebrook, Patrick Hanafin (Hrsg.): Deleuze and Law. Forensic Futures. Palgrave Macmillan, Houndmills 2009, ISBN 978-0-230-21017-2 (Preprint; PDF); Sarah Hansen: Terri Schiavo and the Language of Biopolitics. In: International Journal of Feminist Approaches to Bioethics. Bd. 5, 2012, Nr. 1, S. 91–112.
8. ↑  Barry R. Schaller: Understanding Bioethics and the Law. The Promises and Perils of the Brave New World of Biotechnology. Praeger, Westport, CT 2008, ISBN 978-0-275-99918-6, Kapitel „Boundaries at the End of Life. The Strange Case of Terri Schiavo“, S. 159–164 (Vorschau).
9. ↑  Z. B. Scott Maxwell: Jeb Bush a ‘Moderate’? Don’t Be Silly. In: Orlando Sentinel, 16. Dezember 2014.
10. ↑  Josh Israel: Terri Schiavo’s Husband Speaks Out On Jeb Bush’s Presidential Bid. (Memento des Originals vom 18. Dezember 2014 im Internet Archive)  Info: Der Archivlink wurde automatisch eingesetzt und noch nicht geprüft. Bitte prüfe Original- und Archivlink gemäß Anleitung und entferne dann diesen Hinweis. In: Thinkprogress.org, 17. Dezember 2014.
11. ↑  Michael J. Mishak: Terri Schiavo’s Husband Vows to Campaign Against Jeb Bush. In: Sun-Sentinel.com, 15. Februar 2015.

| Personendaten    | Personendaten |
| ---------------- | --- |
| NAME             | Schiavo, Terri |
| ALTERNATIVNAMEN  | Schiavo, Theresa Marie; Schindler-Schiavo, Terri                                                                    |
| KURZBESCHREIBUNG | US-amerikanische Komapatientin die aufgrund rechtlicher Auseinandersetzungen um ihr Leben in den Medien präsent war |
| GEBURTSDATUM     | 3. Dezember 1963 |
| GEBURTSORT       | bei Philadelphia |
| STERBEDATUM      | 31. März 2005 |
| STERBEORT        | Pinellas Park, Florida                                                                                              |